# Symphonie no 32 de Joseph Haydn
Pour les articles homonymes, voir Symphonie no 32.
La Symphonie no 32 en do majeur Hob. I:32 est une symphonie du compositeur autrichien Joseph Haydn, composée en 1763-1765.

## Analyse de l'œuvre
La symphonie comporte quatre mouvements :
1. Allegro ;
2. Menuet ;
3. Adagio ;
4. Presto.

Durée approximative : 20 minutes.

## Instrumentation
- une flûte, deux hautbois, deux cors, cordes.